# Shannonomyia dampfi
Shannonomyia dampfi är en tvåvingeart som beskrevs av Alexander 1939. Shannonomyia dampfi ingår i släktet Shannonomyia och familjen småharkrankar. Inga underarter finns listade i Catalogue of Life.